# مديرية سنحان وبني بهلول

تعديل مصدري - تعديل

مديرية سنحان وبني بهلول هي قبيلة ومديرية وتعتبر أكبر مديريات محافظة صنعاء اليمنية سكانًا. بلغ عدد سكانها 400.427 نسمة عام 2004. تقع إلى الجنوب الشرقي من العاصمة صنعاء مباشرة ومتصلة بها. وكانت تُعرف قديماً باسم (ذي جُرْة) نسبة إلى جُرْت بن يكلى بن مالك بن الحارث بن مُرة بن أدد بن زيد بن عمرو بن عُريب بن زيد بن كهلان (طالع أيضأ جبل كنن وسنحان). أما إسم سنحان فيذكر النسابة أنه نسبة إلى سنحان من ولد صُدا، وهو «يزيد بن الحارث بن كعب بن عُلة بن جلد بن مالك» وهو «مذحج بن أدد بن زيد بن يشجب» وهو «عمرو بن عريب بن زيد بن كهلان».

## الموقع والحدود
الموقع الجغرافي
تقع مديرية سنحان وبني بهلول في الجهة الجنوبية الشرقية لمحافظة صنعاء وهي ضمن مكونات القطاع الجنوبي الشرقي وتبعد عن مركز المحافظة (30) كيلو متراً تقريباً.
الحدود
يحد المديرية شمالاً: (مديرية بني حشيش وأمانة العاصمة).
وشرقاً: (مديرية جحانة).
وجنوباً: (مديرية بلاد الروس)
وغرباً: (مديرية بني مطر وأمانة العاصمة).

## التقسيم الإداري
عزل المديرية

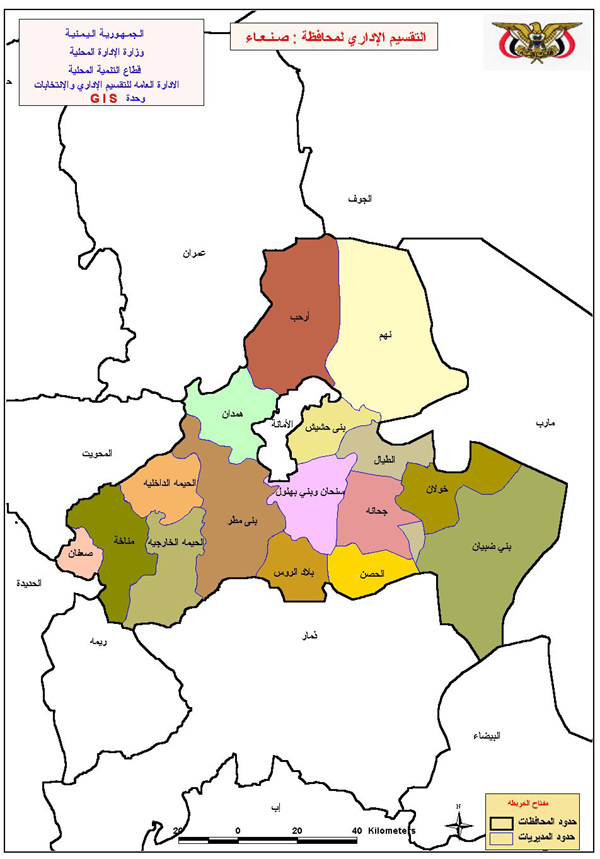
موقع مديرية سنحان وبني بهلول في محافظة صنعاء

تتكوَّن المديرية من 12 عزلة، وهي كما يلي:
1. الخُمس العدني
2. الخُمس الخامس
3. وادي جبيب
4. خُمس وادي جناح
5. خُمس الوادي الأوسط
6. صرفة ودجة
7. عناقة
8. وادي الاجبار
9. الرُبع الغربي
10. الرُبع الشرقي
11. الفروات
12. قاع الحباب

## أشهر القرى والأحياء والوديان والمعالم الجغرافية الأخرى

### القرى والأحياء
تشتمل مديرية سنحان وبني بهلول على كثير من القرى منها ريمة حُمَيد، سيَّان، شعسان (مسقط رأس أول رئيس للجمهورية العربية اليمنية بعد الثورة اليمنية عبد الله السلال)، شيعان، مقولة، ذراح، بيت الأحمر (مسقط رأس الرئيس اليمني السابق علي عبد الله صالح)، بيت الشاطبي، بيت حاضر، بيت نمير، بيت الجاكي، سامك، دار عمرو، ضبوة، التخراف، المحاقرة، عَمِد، قاع القيضي، رهم، الالجام، الجيرف، ضبر خيرة، نعض، مسعود، هجرة قروان، بير الهذيل، والضبعات، كذلك أحياء حزيز، السواد، دار سلم، الجرداء، صافية طامش، بيت بوس، بيت زبطان، سنع العليا، سنع السفلى وقرية حده، والتي أصبحت تُعَد سكانياً من أحياء أمانة العاصمة ضمن ما يسمى مديرية ضواحي الأمانة سنحان وبني بهلول، غير أنها لا تزال إدارياً تابعة لمديرية سنحان وبني بهلول.

### الوديان والجبال
تعتبر أراضي مديرية سنحان وبني بهلول أراضٍ زراعية خصبة، تزرع فيها معظم أنواع الحبوب والخضروات والفواكه، ومن أشهر أوديتها: وادي قَروى، وادي سيَّان، وادي مَقولة، وادي خِدار، وادي وِعلان، وادي سامك، وادي مَرحب، وادي هروب، وادي حبابض، وادي يكلى ووادي الشرب ووادي عرقب. ويصب وادي سيَّان ووادي سامك إلى فرش آنس جنوب سنحان، أما أودية سنحان الشمالية فتصب إلى مدينة صنعاء ثم وادي الخارد في مديرية أرحب ثم في محافظة الجوف.
ومن أشهر جبالها جبل كنن يقع ما بين سنحان وخولان العالية ومديرية بلاد الروس، والجبل الأسود وجبل يفعان وهما في قرية سيَّان وكذلك جبل الخطفة المطل على قرية التخراف وجبل قرية رهم السفلى وجبال حدَّين.

### السدود
من أشهر السدود وأكبرها في المديرية سد سيان، ويعود بناءه إلى عهد الحضارة السبئية والحميرية وقد أعيد بناؤه في العام 2001، وسد بئر الحيد في مقولة وسد السرين وسد نعظ وسد دار الحيد وسد بيت الأحمر وسد مسعود وسد معين وسد ذراح.

## أعلام
علي عبد الله صالح، رئيس الجمهورية الأسبق
علي محسن الأحمر، نائب رئيس الجمهورية السابق رئيس الفرقة الأولى مدرع
عبد الله السلال، أول رئيس للجمهورية العربية اليمنية بعد قيام ثورة 26 سبتمبر عام 1962
محسن العيني، رئيس وزراء سابق
عبد الملك السياني، وزير دفاع ووزير نقل سابق وعضو مجلس الشورى
عبد القادر هلال، أمين العاصمة ومحافظ سابق
محمد علي القاسمي، رئيس هيئة الأركان العامة والمفتش العام القوات المسلحة سابقاً
يحيى محمد محب النبي، نائب رئيس هيئة الأركان سابقاً
مهدي مهدي مقولة، نائب رئيس هيئة الأركان العامة وقائد المنطقة الجنوبية سابقاً
علي صالح الأحمر، قائد سابق الحرس الجمهوري وسفير في واشنطن.
أحمد علي عبد الله صالح، قائد الحرس الجمهوري والقوات الخاصة ثم سفير سابق في الإمارات
علي أحمد السياني، مدير الاستخبارات العسكرية
محمد عبد الله صالح، قائد الأمن المركزي الأسبق
محمد صالح الأحمر قائد القوات الجوية
يحيى محمد صالح، رئيس أركان الأمن المركزي السابق
طارق محمد عبد الله صالح، قائد الحرس الخاص ثم عضو مجلس القيادة الرئاسي.
محمد عبد الله السياني، سياسي وأكاديمي - عضو مجلس الشورى
محمد أحمد السياني، أكاديمي ونائب محافظ البنك المركزي اليمني
هادي عبد الله الحشيشي، قائد عسكري ومحافظ سابق.
محمد إسماعيل القاضي، قائد المنطقة العسكرية الشرقية سابقاً
محمد علي محسن، قائد المنطقة العسكرية الشرقية ثم ملحق عسكري في قطر.
عمار محمد عبد الله صالح وكيل جهاز الأمن القومي ثم ملحق عسكري في إثيوبيا.
أحمد أحمد فرج، قائد عسكري
أحمد إسماعيل أبو حورية، عضو مجلس النواب
عبد اللاه القاضي، قائد قاعدة العند العسكرية
عبد الخالق القاضي، رئيس مجلس إدارة الخطوط الجوية اليمنية